# Thymus bleicherianus
Thymus bleicherianus — вид рослин родини глухокропивові (Lamiaceae), ендемік Марокко.

## Поширення
Ендемік Марокко.